# السياحة في المكسيك

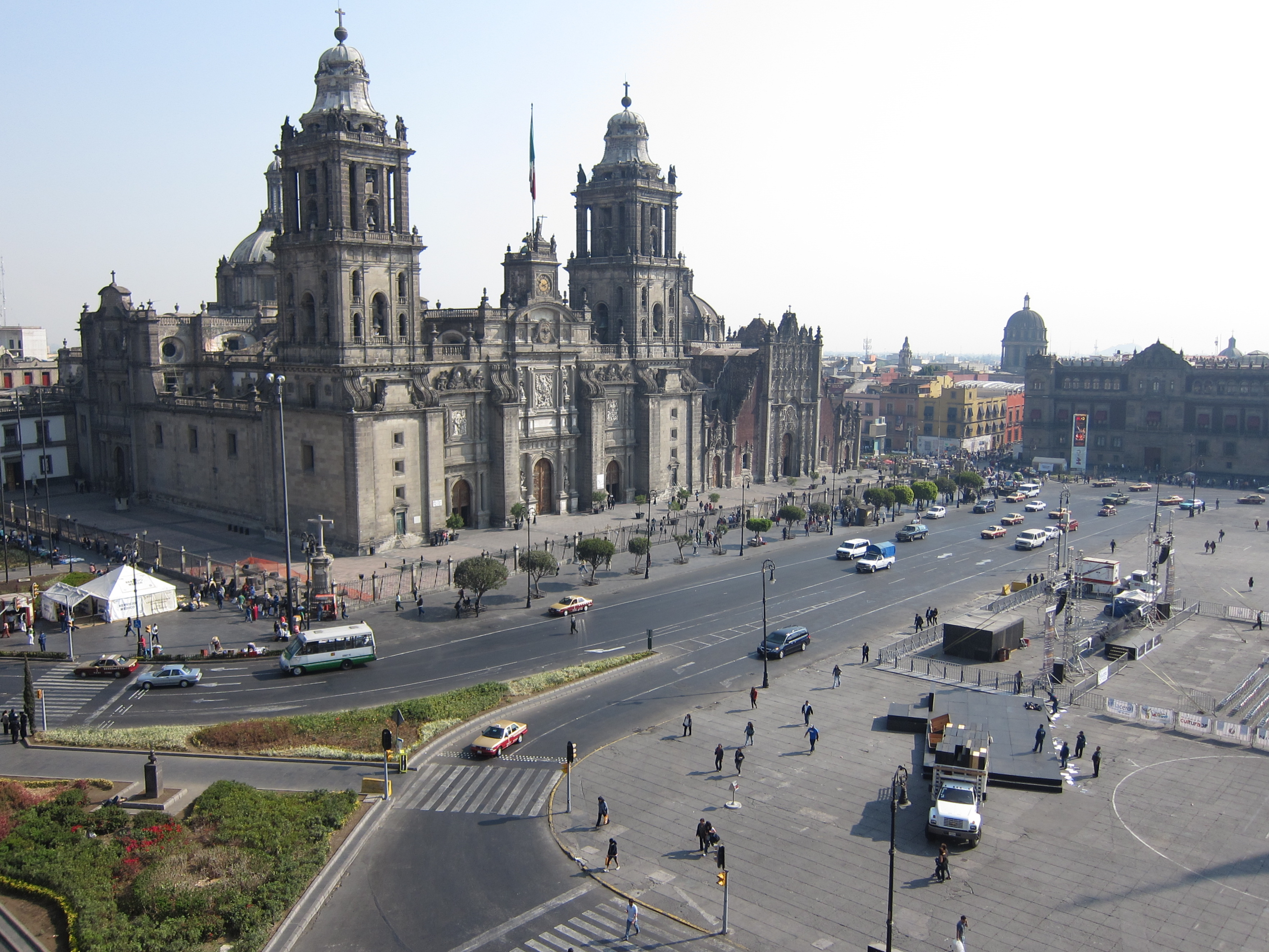
كاتدرائية مكسيكو سيتي

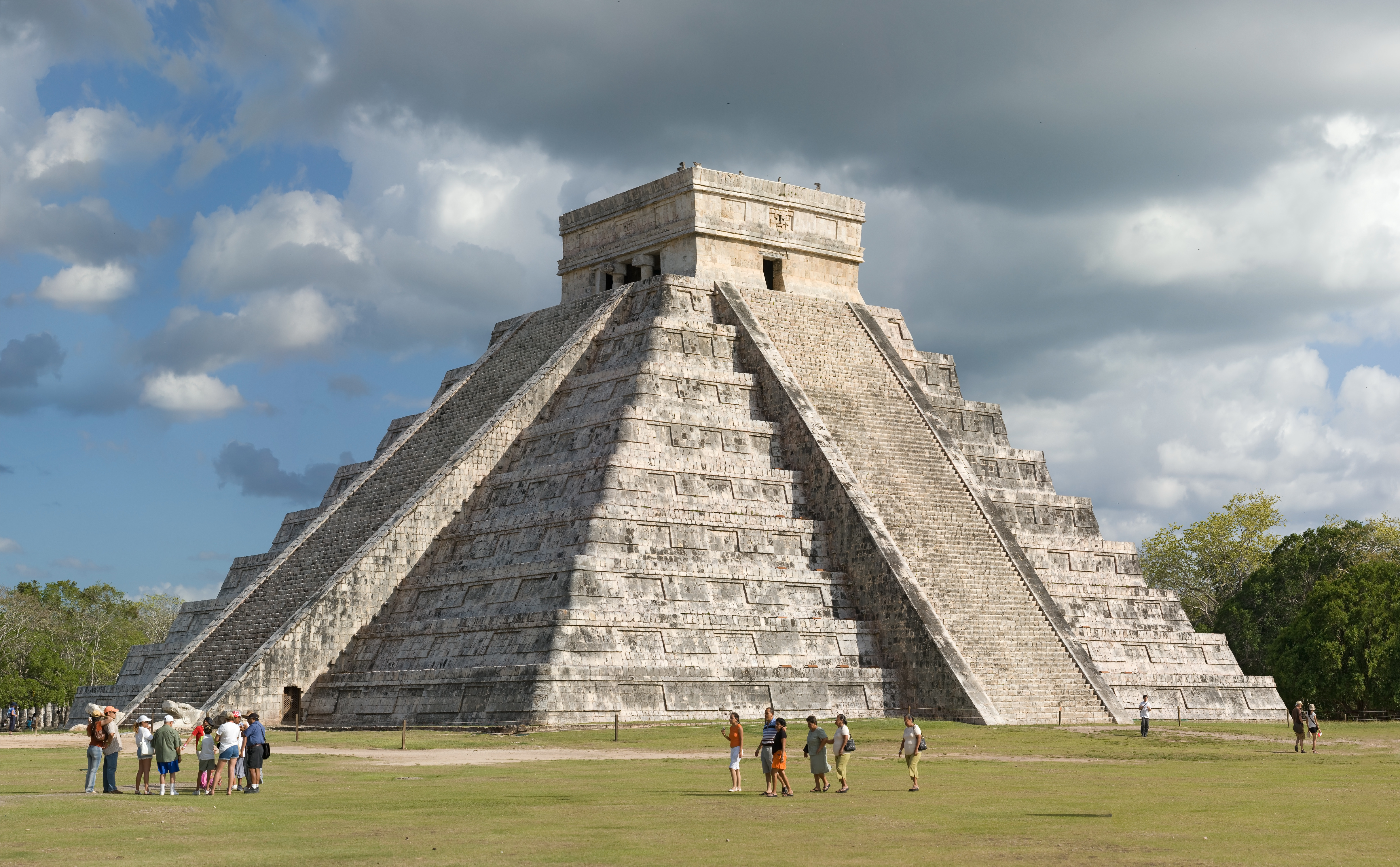
قلعة تشيتشن إيتزا واحدة من عجائب الدنيا السبع الجديدة

السياحة في المكسيك وهي تُمَثِل جُزُء كبير من اقتصاد المكسيك، والمكسيك هي من أكبر الدول في السياحة حسب منظمة السياحة العالمية، وثاني أكبر بلد في قارة أمريكا بعد الولايات المتحدة ويوجد عدة مواقع سياحية في المكسيك مثل كاتدرائية مكسيكو سيتي وتشيتشن إيتزا.